# Château d'Avauges
Le château d'Avauges est situé au nord de Saint-Romain-de-Popey dans le département du Rhône, en France.

## Historique
D'abord propriété de la famille de Varey, anciens négociants en soieries et tissus de Lyon, le château d' Avauges devint en 1555 (par héritage ou cédé par la famille de Varey) la propriété d'une branche de la famille d'Albon, originaire de la bourgeoise de Lyon et agrégée à la noblesse au XIIIe siècle. Il est aujourd'hui la propriété de la descendance en ligne féminine du dernier marquis d'Albon mort en 2015.
Le château d'origine a disparu à la fin du XVIe siècle, remplacé par un château moderne.
La façade et les toitures datent de la fin du XVIIIe siècle ; elles sont inscrites, comme de nombreux autres éléments du château, au titre des monuments historiques en 1981 et 2010,.
Une tour en ruine aux armoiries de la famille de Varey se trouve non loin du château. Probablement une tour de garde.
Une seconde tour, plus haute et en meilleur état domine le village de Saint-Romain-de-Popey à quelques kilomètres de là.
Ces deux fortifications permettaient probablement de prévenir l'ancien château d'Avauges des intrusions dans la vallée de la Turdine.
Il ne reste du château fortifié que la partie ouest, rhabillée et rehaussée au XIXe siècle. Seules les voutes intérieures et l'épaisseur des murs de ce côté en témoignent encore.
Le parc du château présente un intérêt particulier car il a été élaboré en 1880 par l'architecte et paysagiste Édouard André. 
Le parc devint un jardin à l'anglaise quittant ainsi les formes rectilignes du jardin à la française qui le précédait. Une orangerie y fut construite à cette époque ainsi qu'un bassin longeant la Turdine et dont l'approvisionnement en eau se faisait par cette dernière grâce à un ingénieux système de canaux et d'écluses. Ce dernier est maintenant hors service depuis la tempête de décembre 1999.   
Les extérieurs sont ouverts pour les journées du patrimoine mais l'intérieur ne se visite pas.

## Personnalités liées au château
- Julie de Lespinasse y naquit.
- Le château fut la propriété du marquis André d'Albon (1760-1834),  maire de Lyon et de Saint Romain de Popey.